# Sungai Asam (2 X 11 Enam Lingkung)
Sungai Asam is een bestuurslaag in het regentschap Padang Pariaman van de provincie West-Sumatra, Indonesië. Sungai Asam telt 3769 inwoners (volkstelling 2010).